# Плевічанка
Плевічанка (рум. Plăviceanca) — село у повіті Олт в Румунії. Входить до складу комуни Гредініле.
Село розташоване на відстані 145 км на захід від Бухареста, 53 км на південь від Слатіни, 62 км на південний схід від Крайови.

## Населення
За даними перепису населення 2002 року у селі проживали 435 осіб, з них 434 особи (99,8%) румунів. Усі жителі села рідною мовою назвали румунську.